# 사료 비판
사료 비판(史料批判)은 정보의 근원을 평가하는 과정을 의미한다. 여기에서 ‘정보의 근원’은 문서, 인물, 발언, 지문, 사진, 관찰 또는 지식을 얻기 위해 사용되는 것 등을 말한다. 주어진 목적에 관하여, 주어진 정보의 출처는 어느 정도 유효하고, 신뢰할 수 있거나 적절할 수 있다. 대략적으로 ‘사료 비판’은 정보의 근원을 해당 업무를 위해 어떻게 평가할 것인가에 대한 학제간의 연구이다.

## 같이 보기
- 논증 이론
- 편향
- 비판적 사고
- 주석 (해석학)
- 위서 (문헌학)
- 사기 (법률)
- 표절
- 심리전
- Q자료